# Fuat Yıldız
Fuat Yıldız (Yenigazi, 1º aprile 1965) è un ex lottatore tedesco, specializzato nella lotta greco-romana.

## Biografia
È nato a Yenigazi in Turchia. Suo fratello adottivo Rıfat Yıldız è anch'esso stato un lottatore.
Ha rappresentato la Germania ai Giochi olimpici di Barcellona 1992, nel torneo della lotta greco-romana.